# Suzana Kolokytha Antonakaki
Suzana Kolokytha Antonakaki

Link zum Bild

Suzana Maria Kolokytha Antonakaki (griechisch Σουζάνα Μαρία Κολοκυθά Αντωνακάκη, * 25. Juni 1935 in Athen; † 5. Juli 2020 ebendort) war eine griechische Architektin. Sie gehörte zum Planungskollektiv Atelier 66. Ihr Werk wird dem Kritischen Regionalismus zugeordnet.

## Biografie
Suzana Kolokytha wurde als Tochter der kretischen Eltern Froso Vardaki und Tasos Kolokythas geboren. Der Vater war Anwalt. Die Grundschule und die ersten Jahre der Oberschule besuchte sie bis 1948 in Kallithea. 1952 beendete sie das 1. Mädchengymnasium in Plaka. Während der Schulzeit absolvierte sie in den Jahren 1948 bis 1951 eine Ausbildung am Institut français d’Athènes. Von 1954 bis 1959 studierte sie an der Nationalen Technische Universität Athen Architektur. Mit ihrer Klasse aus 23 Männern und 12 Frauen wurde erstmals seit der Gründung der Hochschule die Zahl von 25 Studierenden pro Jahrgang überschritten. Kolokytha studierte bei Dimitris Pikionis, Panagiotis A. Michelis und Nikos Hadjikyriakos-Ghika. Bei A. James Speyer (1913–1986), einem Mies-van-der-Rohe-Schüler und Gastprofessor an der NTUA, machte sie ihr Diplom. Ihre Architektursprache wurde sowohl von traditioneller griechischer Architektur als auch von modernen internationalen Einflüssen geprägt.
Im Jahr 1961 heiratete sie den Architekten Dimitris Antonakakis. Das Paar hatte zwei Kinder, fünf Enkel und zwei Urenkel. Der Sohn Aristides, geboren 1963, wurde Architekt und Schriftsteller, Professor an der Universität Thessalien und Dozent an der Architectural Association School of Architecture, ETH Zürich sowie Akademie der Künste in Wien. Die 1964 geborene Tochter Catherine wurde Szenografin, Direktorin, Puppenspielerin, Musikerin und bildender Künstlerin. Sie lebt und arbeitet in Frankreich.

## Karriere als Architektin
In den Jahren 1960 bis 1963 arbeitete Suzana Antonakaki als Architektin im Präsidialministerium, in dem zu ihrer Zeit der Archäologische Dienst untergebracht war. Sie war 1960/61 mit dem Umbau des Agia Sophia-Platzes in Thessaloniki und der Gestaltung des Grabes der Lefkadier befasst. Sie erstellte auch Entwürfe für ein Museum in Kilkis.
Bereits 1959 hatte sie mit Dimitris Antonakakis ein gemeinsames Architekturbüro gegründet und mit ehemaligen Kommilitoninnen und Kommilitonen an Architekturwettbewerben teilgenommen. Das Paar und ihre jeweiligen Projektpartner wurden für mehrere Entwürfe ausgezeichnet, die jedoch nicht realisiert wurden. 1964 gewannen sie zusammen mit Eleni Gousi Desylla den 1. Preis im Wettbewerb für das Archäologische Museum in Chios, das unter ihrer Leitung umgesetzt wurde. Gemeinsam mit Eleni Gousi Desylla, Efi Tsarmakli-Vrondisi und Denis Potiris gründeten sie 1965 das Kollektiv Atelier 66, zu dem bis 1986 in wechselnder Folge bis zu 17 Büroinhaberinnen und Inhaber gehörten. Suzana Kolokytha Antonakaki und Dimitris Antonakakis firmierten danach von 1987 bis 2020 unter dem Büronahmen A66.
Im Laufe ihrer langen Karriere von 1959 bis 2020 errang Antonakaki Preise und Auszeichnungen in zahlreichen Architekturwettbewerben. Der mit Atelier 66 eingereichte Entwurf im Internationalen Wettbewerb für das Neue Museum der Akropolis (1990) kam unter die 10 Finalisten und erhielt eine Belobigung. Die Gebäude der Technischen Universität Kreta wurden 1992 für den Preis der Europäischen Union für zeitgenössische Architektur (Mies van der Rohe Award for European Architecture) nominiert. Zwei Häuser auf Kreta (2003) sowie das Amphitheater House auf Hydra (2009) erreichten eine ebensolche Nominierung. Den Greek Architecture Awards 2020 für die beste Sanierung erhielt sie für Restaurierung eines Konzertsaals im Athener Konservatorium. Ihr wurde die Ehrendoktorwürde der Aristoteles-Universität Thessaloniki (2007) und der Demokrit-Universität Thrakien (2016) verliehen.
Das Werk von Suzana Antonakaki und Atelier 66 wurde u. a. in der Technischen Universität Delft (1981), Architectural Association School of Architecture und in der Universität für angewandte Kunst Wien (1982), Universität Zürich (1988), Genf (1989) sowie am Institut français d’Athènes (1994) ausgestellt. Das belgische Fernsehen präsentiert die Arbeit anlässlich der Europalia 1982. Am 20. Dezember 1989 wurde im Centre Georges-Pompidou ein Film über das Paar und ihre Arbeit im Rahmen der Veranstaltung „Qui fait l’ architecture Εuropéenne? Deux journées retrospectives sur les figures de l’architecture de notre temps“ gezeigt. Suzana Antonakaki repräsentierte Griechenland 1991 gemeinsam mit drei weiteren Architekten auf der 5. Architekturbiennale in Venedig 1991. Der griechische Ableger zur Ausstellung „Frau Architekt“ des Deutschen Architekturmuseums präsentierte 2021 ihr Werk sowie das Schaffen von Alexandra Paschalidou-Moreti, Anastasia Tzakou, Marika Zagorisiou, Elli Vasilikiotis und Rena Sakellaridou.
Suzana Antonakaki war Vorstandsmitglied der Architektenvereinigung SADAS (1971–1972), Präsidentin der Sektion Architektur der Technischen Kammer Griechenland (1982–1984) und korrespondierendes Mitglied der Französischen Akademie für Architektur – Académie d'Architecture (1995) sowie Mitglied des Nationalen Sekretariats der Union Internationale des Architectes (UIA) (1982–2002). Für die UIA nahm sie an internationalen Konferenzen in Kairo, Nikosia, Zürich, Genf, Brighton, Paris, Berlin, Montreal und Chicago teil. Gleichzeitig war sie Mitglied des Europan-Nationalsekretariats und der Jurymitglied der von Europan organisierten Architekturwettbewerbe. Auf Einladung von Herman Hertzberger war sie 1987 mit Oriol Bohigas, Renzo Piano, Aldo van Eyck und George Descombe Gastdozentin im International Design Seminar an der TU Delft sowie ein Jahr später in Split.

## Rezeption
Die Historiker und Theoretiker Alexander Tzonis, Liane Lefaivre und Kenneth Frampton feierten Suzana Antonakaki und Dimitris Antonakakis als beispielhafte Verfechter des Kritischen Regionalismus.
Stylianos Giamarelos, University College London, sieht in der Architektur von Suzana Antonakaki, Dimitris Antonakakis und Atelier 66 einen Transkulturellen Regionalismus. Die Sichtweise auf Tradition sei fern von provinzieller Nostalgie und verknöchertem Historismus. Die Moderne Architektur würde als Maßstab zur Beurteilung der Regionalen Architektur herangezogen. Gleichzeitig würden regionale Erfahrungen auch zum kritischen Umgang mit der Moderne führen. Es handele sich sowohl um eine Kritik des Regionalen durch die Ideen der Moderne als auch um eine Kritik des Modernen durch das Regionale. Beides sei miteinander verflochten. Letztendlich sei es dieser Aspekt, der es ermöglichen würde, eine anhaltende Sackgasse der modernen Architektur zu überwinden. Es sei ein versöhnliches Verhältnis des Lokalen zum Internationalen, das dem Werk von Suzana Antonakaki und Dimitris Antonakakis ihre Qualitäten verleihe. Es entstehe eine Kontinuität zwischen den architektonischen Lehren aus der Vergangenheit und den Visionen für die Zukunft, die angemessen in Einklang gebracht und verantwortungsbewusst an die Bedürfnisse einer sich verändernden Welt angepasst werden könnten. Ihr kritischer Regionalismus sei so vor allem transkulturell.

## Werke (Auswahl)

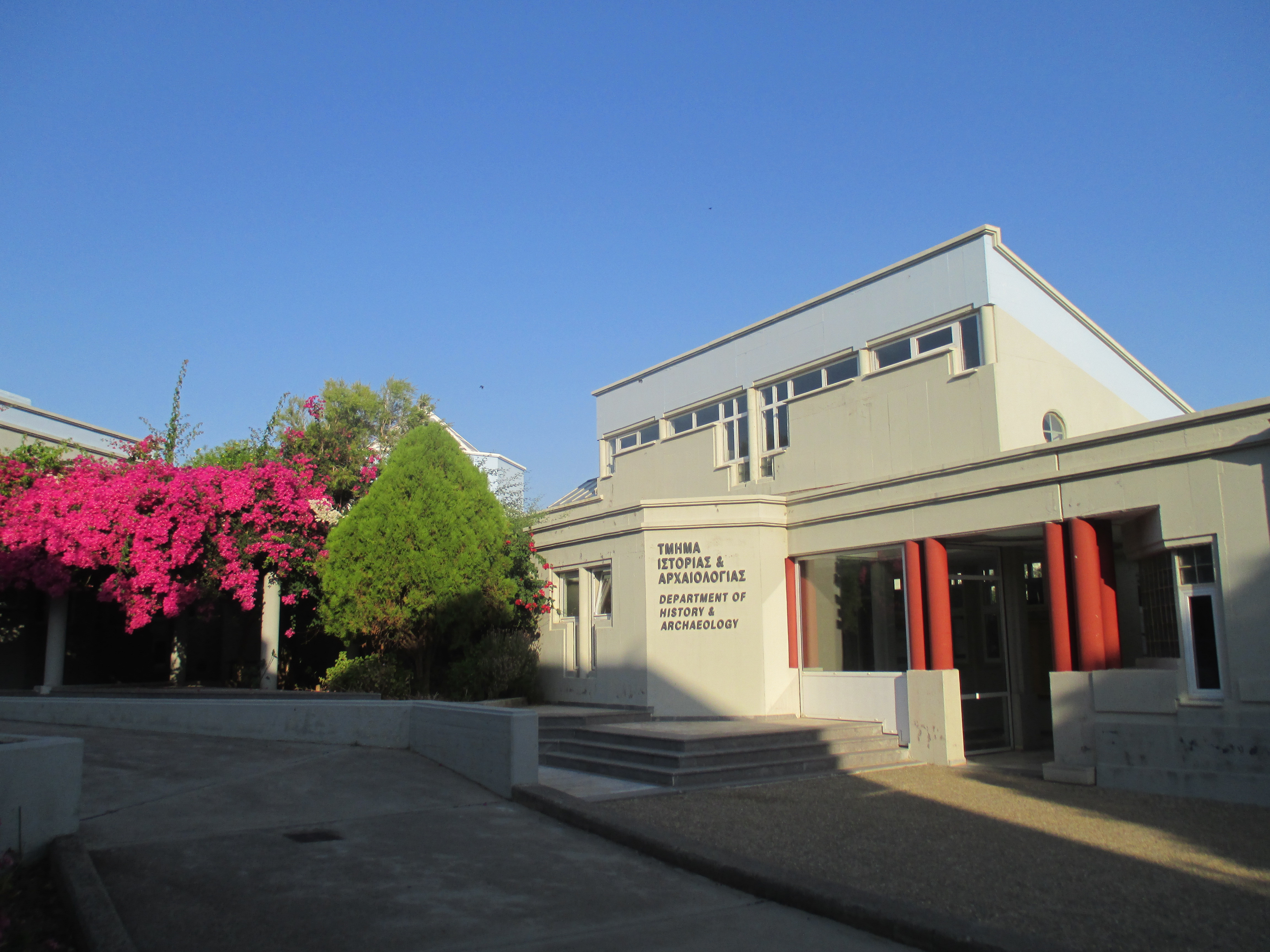
Technische Universität Kreta, Fachbereich Geschichte und Archäologie

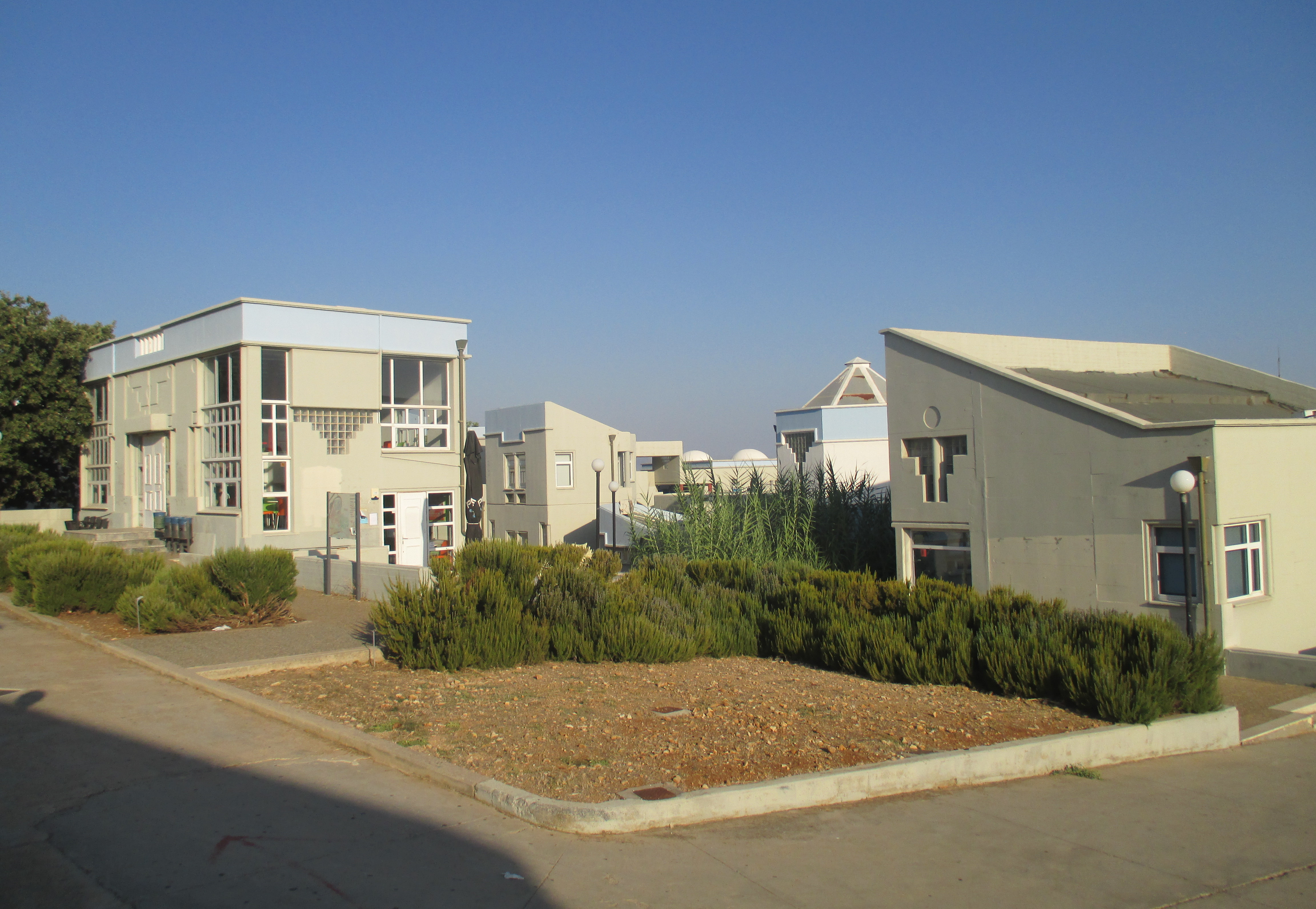
Technische Universität Kreta

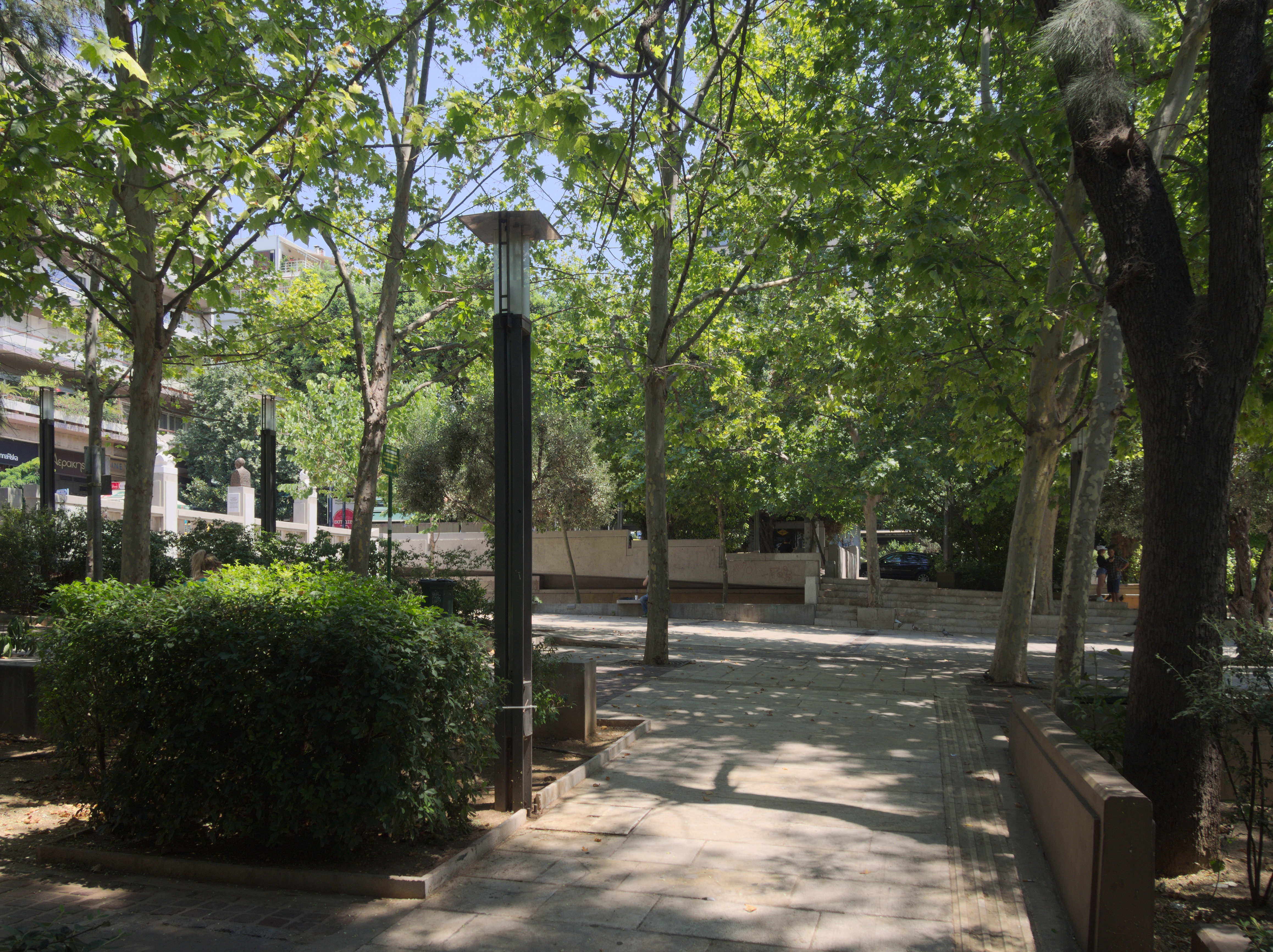
Platia Kolonakiou

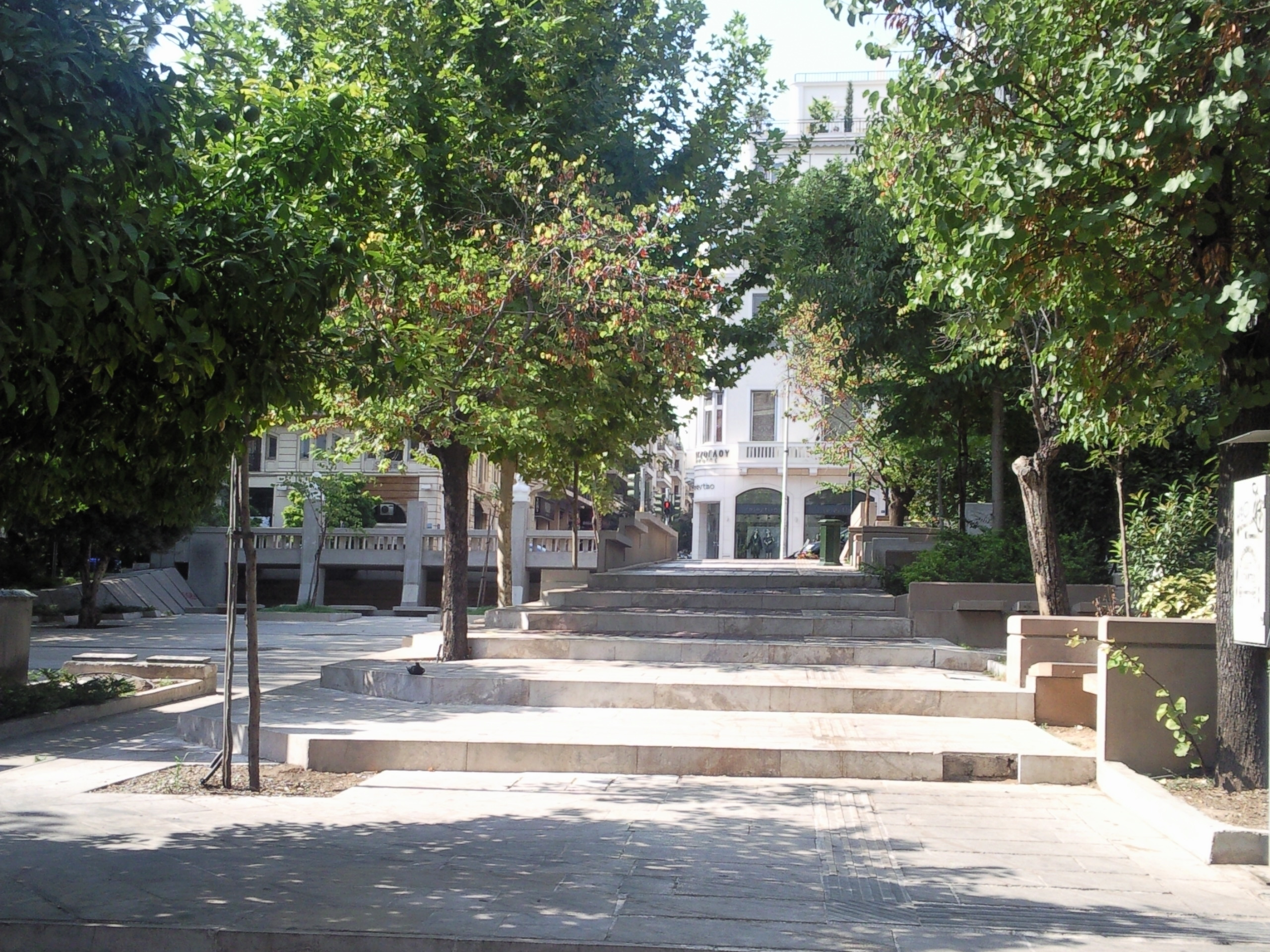
Platia Kolonakiou

- 1965 Archäologisches Museum in Chios (mit Eleni Gousi Desylla)[12]
- 1967 Ferienhaus, Porto Cheli[13]
- 1969 Festung Akronaflia
- 1969 Wohnhaus ‚Filippa‘, Glyfada, Athen (mit Dimitris Antonakaki als Atelier 66)[14]
- 1969 Siedlung für Werksangehörige, Distomo[15]
- 1973 Residence in Oxilithos, Wohngebäude, Evia[16]
- 1973 / 1975 Apartment-Gebäude in der Benaki Strasse  (mit Dimitris Antonakaki als Atelier 66)[17][18][19]
- 1978 Apartmentgebäude in der Doxapatri (als Atelier 66)[20]
- 1978 Darmaros House (House III in Akrotiri), Monte Vardia, Chania[21]
- 1981 Philosophiegebäude, Universität Kreta (mit Bouki Babalou Noukaki, Antonis Noukakis, Theano Fotiou)[22]
- 1982 Technische Universität Kreta (mit Alexandra Monemvasitou, Bouki Babalou Noukaki, Antonis Noukakis, Theano Fotiou)[23]
- 1982 Krankenhaus Sitia
- 1996 Waldtheater Thessaloniki
- 2003 Platia Kolonakiou, Platzgestaltung[24]
- 2011 Wohnhaus ‚Morison‘, Sternes[25]
- 2012 Wohnhaus in Ioannina[26]
- 2020 Athener Konservatorium[27]

## Schriften (Auswahl)
- 1971: Übersetzung von Le Corbusiers „Entretien“, Papazisi-Verlag
- 1998 bis 2009: Kolumne „Τρίτη Άποψη“ in der Zeitung Ta Nea zu Themen der Struktur und Poetik des Raums
- 2010: Κατώφλια 100 + 7 χωρογραφήματα, Futura-Verlag, Vorwort von Dimitris Faturou. ISBN 978-960-9489-04-1

Posthum veröffentlicht
- mit Dimitris Antonakakis: Ο Μικρόκοσμος του Εσωτερικού Χώρου, Futura, 2021, ISBN 978-618-84799-6-8